# 三磷酸腺苷
三磷酸腺苷；也称作腺苷三磷酸、腺嘌呤核苷三磷酸、腺嘌呤三磷酸核糖核苷酸，在生物化學中是一种核苷酸，作为細胞内能量传递的“能量貨幣”，储存和传递化学能。ATP在核酸合成中也具有重要作用。它也是RNA序列中的鳥嘌呤二核苷酸，在DNA進行轉錄時可作為替補。

## 化學性質
ATP由腺苷和三個磷酸基所組成，化學式C10H16N5O13P3，結構簡式C10H8N4O2NH2(OH)2(PO3H)3H，分子量507.184。三個磷酸基團從腺苷開始被編爲α、β和γ磷酸基。ATP的化學名稱爲5'-三磷酸-9-β-D-呋喃核糖基腺嘌呤，或者5'-三磷酸-9-β-D-呋喃核糖基-6-氨基嘌呤。
ATP在非缓冲水溶液中不稳定，会水解为ADP和磷酸。这是因为ATP分子中的P-O-P键比形成的磷酸键能小，且产生了产物间和水间的氢键释放能量，使得反应放热而自发进行。在ATP与ADP的水溶液的化学平衡中，ATP最终会几乎完全转化为ADP。在达到平衡以前，发生该水解反应整个系统吉布斯能变化量小于零，这意味着该体系可以对外界做非体积功。事实上，活细胞会通过呼吸作用维持ATP的浓度在ADP的五倍左右。在这种条件下，ATP水解提供的能量足以供其合成代谢所需。

## 生物合成
在细胞中ATP的摩尔濃度通常是1-10mM。
ATP可通過多種細胞途徑產生。最典型的如在粒線體中通過氧化磷酸化由三磷酸腺苷合酶合成，或者在植物的葉綠體中通過光合作用合成。ATP合成的主要能源爲葡萄糖和脂肪酸。每分子葡萄糖先在细胞质基质中產生2分子丙酮酸同時產生2分子ATP，最終在粒線體中通過三羧酸循環（或称柠檬酸循环）產生最多32分子ATP。脂肪酸氧化分解進入柠檬酸循环，长链脱除也可以用于氧化磷酸化分解产生ATP，一般為108個ATP(软脂酸)。

### 糖解途径
在糖解途径（Glycolytic Pathway）中，一个葡萄糖分子被分解，反应过程中生成两个ATP分子，反应式为：
C6H12O6 + 2 NAD+ + 2 ADP + 2 H3PO4 → 2 NADH + 2 C3H4O3 + 2 ATP + 2 H2O + 2 H+
两分子ATP其实是净产出量，实际上糖酵解作用能令一分子葡萄糖产出四分子ATP，但在此之前葡萄糖还需要消耗两分子的ATP。

### 三羧檸檬酸循环途径(又名"檸檬酸循環")

三羧酸循環

氣相，鎂-ATP，360度旋轉。

在线粒体中，丙酮酸被氧化为乙酰辅酶A，经精确控制的“燃烧”会产生总和为两个ATP分子的能量。
三羧酸循环（檸檬酸循環）全部反映的总和可表示为：
Acetyl-CoA + 3 NAD+ + FAD + GDP + Pi + 2 H2O → CoA-SH + 3 NADH + 3 H+ + FADH2 + GTP + 2 CO2

### β-氧化
脂肪酸也可以由β-氧化分解为乙酰辅酶A，一樣進入柠檬酸循环產生能量。每个β-氧化的循环還为乙酸长链脱去两个碳原子并制造各一个NADH和FADH2分子，也可以用于氧化磷酸化分解产生ATP，因為脂肪酸氧化可以重複多次，能量產量更大。

### 无氧分解
无氧分解或称发酵是和糖酵解有些相似的过程。这个过程需要在没有氧氣作为电子受体时产生能量。在大部分真核生物体内，葡萄糖同时被作为能量储存单位和电子供体。从葡萄糖分解为乳酸的方程式为：
C6H12O6{\displaystyle \to } 2CH3CH(OH)COOH + 2 ATP

## ATP循环
人体每天的能量需要水解100-150摩尔的ATP，即相当于50至75千克這麼多。这意味着人一天将要分解掉相当于他体重的ATP。但人体中ATP的总量只有大约0.1摩尔（51克左右），所以每个ATP分子每天要被重复利用1000-1500次。ATP不能被储存，因为ATP在合成后必须于短时间内被消耗。

## ATP檢測
由於所有存活的生物（包括微生物）體內都含ATP，而其含量幾乎十分穩定，所以於環境中採集標本並計量ATP含量，可以間接反映環境中微生物的數量。這對於餐飲業、食品製造及加工業（如奶制品廠）、醫療業等對微生物控制比較着緊的行業，ATP測量提供了一個十分便利方案。ATP估量只要數分鐘就可完成，相反，傳統的細菌培養測試動輒要2至4天才完成，屆時受污染產品已流出市面。ISO 22000食品安全管理系統的危害分析重要管制點 (HACCP)體系都建議使用這即時評估方法。

## 其它三磷酸苷
活细胞中也有其他的高能三磷酸盐如三磷酸鸟苷。能量可以在这些三磷酸盐和ATP中由磷酸激酶催化反应之类的反应转移：当磷酸键被水解的时候能量就会被释放。这种能量可以被多种酶、肌动蛋白和运输蛋白用于细胞的活动。水解还会生成自由的磷酸盐和二磷酸腺苷。二磷酸腺苷又可以被进一步水解为另一个磷酸离子和一磷酸腺苷。ATP也可以被直接水解为一磷酸腺苷和焦磷酸盐，这个反应在水溶液中是高效的不可逆反应。

### ADP與GTP的反應
ADP + GTP → ATP + GDP
二磷酸腺苷 + 三磷酸鸟苷 → 三磷酸腺苷 + 二磷酸鸟苷
ATP可能会被作为纳米技术和灌溉的能源。人工心脏起搏器可能受益于这种技术而不再需要电池提供动力。

### 核糖核苷酸
| 單磷酸腺苷 AMP | 二磷酸腺苷 ADP | 三磷酸腺苷 ATP |
| 單磷酸鳥苷 GMP | 二磷酸鳥苷 GDP | 三磷酸鳥苷 GTP |
| 單磷酸胸苷 TMP | 二磷酸胸苷 TDP | 三磷酸胸苷 TTP |
| 单磷酸尿苷 UMP | 二磷酸尿苷 UDP | 三磷酸尿苷 UTP |
| 單磷酸胞苷 CMP | 二磷酸胞苷 CDP | 三磷酸胞苷 CTP |

### 去氧核糖核苷酸
| 單磷酸去氧腺苷 dAMP | 二磷酸去氧腺苷 dADP | 三磷酸去氧腺苷 dATP |
| 單磷酸去氧鳥苷 dGMP | 二磷酸去氧鳥苷 dGDP | 三磷酸去氧鳥苷 dGTP |
| 單磷酸去氧胸苷 dTMP | 二磷酸去氧胸苷 dTDP | 三磷酸去氧胸苷 dTTP |
| 單磷酸去氧尿苷 dUMP | 二磷酸去氧尿苷 dUDP | 三磷酸去氧尿苷 dUTP |
| 單磷酸去氧胞苷 dCMP | 二磷酸去氧胞苷 dCDP | 三磷酸去氧胞苷 dCTP |